# In My Bones
In My Bones – singel amerykańskiego piosenkarza Raya Daltona. Został opublikowany 17 stycznia 2020 roku, na serwisie internetowym YouTube pojawił się 18 lutego 2020 roku. Do singla powstał jeden remiks w wykonaniu Malika Montany.

## Autorstwo i historia wydania
Singel został wydany w formacie digital download oraz streaming 17 stycznia 2020 roku poprzez wytwórnię Epic Records Germany. Następnie w formacie CHR pojawił się na terenie Włoszech 28 lutego 2020 roku.
Utwór znalazł się na wielu kompilacjach, w tym: Hity na czasie: Lato 2020 (album numer 47. na terenie Polski), Bravo Hits 109 (numer 1. w Austrii i Szwajcarii), Ö3 Greatest Hits 88 (numer 1. w Austrii), MNM Big Hits 2020 Vol. 2, NRJ Fresh Hits 2020, NRJ Music Awards 2020 (numer 78. we Francji), RTL Hits 2020 – Unsere grössten Hits des Jahres (pozycja 3. w Szwajcarii oraz 13. w Austrii), MNM Big Hits – Best Of 2020 oraz NRJ Hits 2021 (numer 2. w Szwajcarii i 65. na terenie Francji).
10 czerwca 2020 roku wydany został remiks utworu w wydaniu Malika Montany.

## Odbiór komercyjny

### Eurazja
Na terenie Europy Wschodniej znalazł się także na 2. miejscu czeskiej listy Rádio – Top 100 oraz na 2. pozycji słowackiej listy przebojów prowadzonej przez International Federation of the Phonographic Industry. W Europie Południowej utwór Raya Daltona notowany był w Chorwacji, gdzie zajął 26. miejsce listy Airplay Radio Charts tworzonej przez Hrvatską radioteleviziję oraz na terenie Serbii, gdzie zajął 7. pozycję. Wśród zachodnio-europejskich państw utwór dostał się na 83. pozycję we Francji oraz do dwóch belgijskich list przebojów – 13. miejsce we Flandrii i na 44. pozycję w Walonii. Na terenie Europy Północnej singel znalazł się na 71. pozycji w finlandzkiej liście Musiikkituottajat. Utwór zajął także 715. pozycję na liście Wspólnoty Niepodległych Państw.
Utwór znalazł się także na listach streamingowych iTunes: Niemieckiej, Francuskiej oraz Hiszpańskiej.
Znalazł się on także na listach airplay: m.in. na 6. miejscu na terenie Francji, 28. w Szwajcarii, 34. lub 36. w Belgii, 36. w Serbii, czy 47. na terenie Szwecji.

#### Polska
Utwór Raya Daltona na polskiej liście przebojów AirPlay – Top znalazł się po raz pierwszy w notowaniu 14 marca – 20 marca 2020, gdzie zajął 75. miejsce. Po ponad dwóch miesiącach zajął 2. miejsce; utrzymywał się na nim przez 4 notowania. Pierwszą pozycje wśród polskich list przebojów zajął jedynie na Popliście stacji radiowej RMF FM.

## Teledysk
20 lutego 2020 roku wyszedł teledysk do singla w reżyserii Fabiana Weigele.

## Listy utworów
| Digital download / media strumieniowe | Digital download / media strumieniowe | Digital download / media strumieniowe |
| Nr                                    | Tytuł utworu                          | Długość                               |
| ------------------------------------- | ------------------------------------- | ------------------------------------- |
| 1.                                    | „In My Bones”                         | 3:11                                  |
|                                       |                                       | 3:11                                  |

| Digital download / media strumieniowe – Malik Montana Remix | Digital download / media strumieniowe – Malik Montana Remix | Digital download / media strumieniowe – Malik Montana Remix |
| Nr                                                          | Tytuł utworu                                                | Długość                                                     |
| ----------------------------------------------------------- | ----------------------------------------------------------- | ----------------------------------------------------------- |
| 1.                                                          | „In My Bones” (Malik Montana Remix)                         | 2:52                                                        |
|                                                             |                                                             | 2:52                                                        |

## Twórcy
| - Ray Dalton – wokal, kompozytor, twórca tekstu - Decco – producent muzyczny - Regina Barona – producent muzyczny - Kevin Rield – producent wykonawczy - Joacim Perrson – twórca tekstu, kompozytor - Sebastian Arman – twórca tekstu, kompozytor - Robin Schmidt – mastering - Tricky – miksowanie - Lucas Bergmueller – fotograf - Ewelina Bialoszewska – fotograf - Nikolaus von Fürstenberg – asystent kamerzysty - OFF FILMS – color grading | - Augustin Lira – operator steadicam - Rodolfo Hernandez – główny oświetlacz (ang. gaffer) - Jorge Valencia – key grip - Fernando Briseno – elektryk - Midory Aguileta – asystent produkcji - Neto Artegra – księgowy - Esperanza Avila – charakteryzatorka - Johanna Lou – casting - Anzur Transportation – transport - tancerze: Jopi, Karla, Solveiga, Julian, Danilo, Samuel - podziękowania specjalne: Julian Vicari, Epic Records, Josh Julan Loveless, Arri Rental Munich, Fonktown, Somos Maquina i inni |

Źródła: Tidal, YouTube

## Notowania
| Terytorium | Notowanie                                             | Pozycja | Źr.           |
| ---------- | ----------------------------------------------------- | ------- | ------------- |
| Belgia     | Ultratop 50 Singles (Flandria)                        | 13      | [ 23 ]        |
| Belgia     | Ultratop 50 Singles (Walonia)                         | 44      | [ 24 ]        |
| Chorwacja  | Airplay Radio Chart                                   | 26      | [ 21 ]        |
| Czechy     | Rádio – Top 100                                       | 2       | [ 19 ]        |
| Francja    | Syndicat national de l’édition phonographique         | 83      | [ 25 ] [ 40 ] |
| Finlandia  | Musiikkituottajat Radiosoitto                         | 71      | [ 26 ]        |
| Polska     | AirPlay – Top                                         | 2       | [ 41 ]        |
| Polska     | RMF Maxxx (Hop Bęc)                                   | 5       | [ 42 ]        |
| Polska     | Lista przebojów Radia Zet                             | 2       | [ 43 ]        |
| Polska     | Poplista                                              | 1       | [ 37 ]        |
| Polska     | Radio Eska (2 x Gorąca 20)                            | 10      | [ 44 ]        |
| Polska     | Szczecińska Lista Przebojów                           | 3       | [ 45 ]        |
| Polska     | 4fun.tv (Ulubiona 20)                                 | 3       | [ 46 ]        |
| Polska     | Lista przebojów Radia Poznań                          | 9       | [ 47 ]        |
| Serbia     | Radiomonitor Serbia                                   | 7       | [ 22 ]        |
| Słowacja   | International Federation of the Phonographic Industry | 2       | [ 20 ]        |
| WNP        | Top Radio Hits                                        | 715     | [ 27 ]        |

| Terytorium | Notowanie       | Pozycja | Źr.    |
| ---------- | --------------- | ------- | ------ |
| Polska     | TOP 100 Airplay | 17      | [ 48 ] |

| Terytorium | Notowanie                                     | Pozycja | Źr.    |
| ---------- | --------------------------------------------- | ------- | ------ |
| Belgia     | Ultratop 50 Singles (Flandria)                | 48      | [ 49 ] |
| Francja    | Syndicat national de l’édition phonographique | 165     | [ 50 ] |
| Polska     | Airplay Top 100                               | 21      | [ 51 ] |
| Polska     | Radio Eska (Gorąca 100)                       | 54      | [ 52 ] |
| Polska     | Top 50 Poplisty RMF FM                        | 45      | [ 53 ] |

## Certyfikaty
| Kraj                   | Certyfikat      | Sprzedaż | Źr.           |
| ---------------------- | --------------- | -------- | ------------- |
| Austria (IFPI Austria) | złota płyta     | 15 000+  | [ 54 ] [ 55 ] |
| Francja (SNEP)         | platynowa płyta | 200 000+ | [ 56 ] [ 57 ] |
| Polska (ZPAV)          | platynowa płyta | 50 000+  | [ 58 ] [ 59 ] |

## Historia wydania
| Obszar     | Data             | Format                      | Wersja              | Wytwórnia                        | Źr.                         |
| ---------- | ---------------- | --------------------------- | ------------------- | -------------------------------- | --------------------------- |
| Cały świat | 10 czerwca 2020  | MP3                         | Malik Montana Remix | Sony Music, Epic Records Germany | [ 60 ]                      |
| Cały świat | 10 czerwca 2020  | digital download, streaming | Malik Montana Remix | Sony Music, Epic Records Germany | [ 18 ] [ 61 ] [ 62 ] [ 63 ] |
| Włochy     | 28 lutego 2020   | CHR                         | oryginał            | Sony Music                       | [ 8 ]                       |
| Cały świat | 17 stycznia 2020 | digital download, streaming | oryginał            | Sony Music, Epic Records Germany | [ 7 ] [ 64 ] [ 65 ] [ 66 ]  |
| Cały świat | 17 stycznia 2020 | MP3                         | oryginał            | Sony Music, Epic Records Germany | [ 67 ]                      |